# 동북관화
둥북관화 또는 둥베이 관화(중국어 간체자: 东北官话, 정체자: 東北官話, 병음: Dōngběi guānhuà)는 주로 중국 둥베이 지역(랴오닝성, 지린성, 헤이룽장성 일대)에서 쓰이는 관화 갈래이다.

## 분류
- 창춘어(중국어 간체자: 长春话, 정체자: 長春話)
- 하얼빈어(중국어 간체자: 哈尔滨话, 정체자: 哈爾濱話)
- 치치하얼어(중국어 간체자: 齐齐哈尔话, 정체자: 齊齊哈爾話)
- 선양어(중국어 간체자: 沈阳话, 정체자: 瀋陽話)

## 특징
둥베이어는 중국어가 현지의 만주어, 몽골어의 영향을 받아서 생긴 언어이다. 베이징관화와 큰 차이가 없으며 일부 발음에 변형이 있다.

## 같이 보기
- 중국어
- 북방어
- 베이징어